# The Best of Both Worlds (album Van Halena)
The Best of Both Worlds kompilacija je najvećih hitova američkog hard rock sastava Van Halen, objavljena u srpnju 2004. godine. Album je dobio ime u čast dvojice bivših pjevača: Davida Lee Rotha i Sammyja Hagara, pa tako obuhvaća i njihove dvije karijere provedene u sastavu u vremenu od 1978. do 1995. Na albumu se također nalaze i tri nove skladbe koje pjeva Hagar.

## Popis pjesama

### Disk 1
1. "Eruption" (Michael Anthony, David Lee Roth, Eddie Van Halen, Alex Van Halen) – 1:43 (s albuma Van Halen)
2. "It's About Time"  (Sammy Hagar, Van Halen, Van Halen) – 4:15 (nova skladba)
3. "Up for Breakfast"  (Hagar, Van Halen, Van Halen) – 4:57 (nova skladba)
4. "Learning to See"  (Hagar, Van Halen, Van Halen) – 5:15 (nova skladba)
5. "Ain't Talkin' 'Bout Love" (Anthony, Roth, Van Halen, Van Halen) – 3:48 (s albuma Van Halen)
6. "Finish What Ya Started" (Anthony, Hagar, Van Halen, Van Halen) – 4:24 (s albuma OU812)
7. "You Really Got Me" (Ray Davies) – 2:38 (s albuma Van Halen)
8. "Dreams" (Anthony, Hagar, Van Halen, Van Halen) – 4:53 (s albuma 5150)
9. "Hot for Teacher" (Anthony, Roth, Van Halen, Van Halen) – 4:43 (s albuma 1984)
10. "Poundcake" (Anthony, Hagar, Van Halen, Van Halen) – 5:20 (s albuma For Unlawful Carnal Knowledge)
11. "And the Cradle Will Rock..." (Anthony, Roth, Van Halen, Van Halen) – 3:34 (s albuma Women and Children First)
12. "Black and Blue" (Anthony, Hagar, Van Halen, Van Halen) – 5:27 (s albuma OU812)
13. "Jump" (Anthony, Roth, Van Halen, Van Halen) – 4:04 (s albuma 1984)
14. "Top of the World" (Anthony, Hagar, Van Halen, Van Halen) – 3:54 (s albuma For Unlawful Carnal Knowledge)
15. "Pretty Woman" (William Dees, Roy Orbison) – 2:53 (s albuma Diver Down)
16. "Love Walks In" (Anthony, Hagar, Van Halen, Van Halen) – 5:11 (s albuma 5150)
17. "Beautiful Girls" (Anthony, Roth, Van Halen, Van Halen) – 3:57 (s albuma Van Halen II)
18. "Can't Stop Lovin' You" (Anthony, Hagar, Van Halen, Van Halen) – 4:08 (s albuma Balance)
19. "Unchained" (Anthony, Roth, Van Halen, Van Halen) – 3:29 (s albuma Fair Warning)

### Disk 2
1. "Panama" (Anthony, Roth, Van Halen, Van Halen) – 3:32 (s albuma 1984)
2. "Best of Both Worlds" (Anthony, Hagar, Van Halen, Van Halen) – 4:49 (s albuma 5150)
3. "Jamie's Cryin'" (Anthony, Roth, Van Halen, Van Halen) – 3:30 (s albuma Van Halen)
4. "Runaround" (Anthony, Hagar, Van Halen, Van Halen) – 4:20 (s albuma For Unlawful Carnal Knowledge)
5. "I'll Wait" (Anthony, Michael McDonald, Roth, Van Halen, Van Halen) – 4:42 (s albuma 1984)
6. "Why Can't This Be Love?" (Anthony, Hagar, Van Halen, Van Halen) – 3:48 (s albuma 5150)
7. "Runnin' With the Devil" (Anthony, Roth, Van Halen, Van Halen) – 3:36 (s albuma Van Halen)
8. "When It's Love" (Anthony, Hagar, Van Halen, Van Halen) – 5:38 (s albuma OU812)
9. "Dancing in the Street" (Marvin Gaye, Ivy Hunter, William Stevenson) – 3:45 (s albuma Diver Down)
10. "Strung Out/Not Enough" (Anthony, Hagar, Van Halen, Van Halen) – 6:48 (s albuma Balance)
11. "Feels So Good" (Anthony, Hagar, Van Halen, Van Halen) – 4:32 (s albuma OU812)
12. "Right Now" (Anthony, Hagar, Van Halen, Van Halen) – 5:22 (s albuma For Unlawful Carnal Knowledge)
13. "Everybody Wants Some!!" (Anthony, Roth, Van Halen, Van Halen) – 5:10 (s albuma Women and Children First)
14. "Dance the Night Away" (Anthony, Roth, Van Halen, Van Halen) – 3:10 (s albuma Van Halen II)
15. "Ain't Talkin' 'Bout Love" [live] (Anthony, Roth, Van Halen, Van Halen) – 4:43 (s albuma Live: Right Here, Right Now)
16. "Panama" [live] (Anthony, Roth, Van Halen, Van Halen) – 6:39 (s albuma Live: Right Here, Right Now)
17. "Jump" [live] (Anthony, Roth, Van Halen, Van Halen) – 4:20 (s albuma Live: Right Here, Right Now)

### David Lee Roth karijera
(1978. – 1985.)
- 5 skladbi s albuma Van Halen (1978.)
- 2 skladbi s albuma Van Halen II (1979.)
- 2 skladbi s albuma Women and Children First (1980.)
- 1 skladbi s albuma  Fair Warning (1981.)
- 2 skladbi s albuma Diver Down (1982.)
- 4 skladbi s albuma 1984 (1984.)
- 0 skladbi s albuma Best of Volume 1 (1996.)
- UKUPNO: 16

### Sammy Hagar karijera
(1985-1996)
- 4 skladbi s albuma 5150 (1986.)
- 4 skladbi s albuma OU812 (1988.)
- 4 skladbi s albuma For Unlawful Carnal Knowledge (1991.)
- 3 uživo s albuma Live: Right Here, Right Now (1993.)
- 2 skladbi s albuma Balance (1995.)
- 3 nove skladbe (2004.)
- UKUPNO: 20

## Osoblje
Van Halen
- David Lee Roth - vokal, prateći vokali, klavijature
- Sammy Hagar - vokal, ritam gitara, prateći vokali
- Eddie Van Halen - prva gitara, ritam gitara, akustična gitara, klavijature, bas-gitara, prateći vokali
- Michael Anthony - bas-gitara, prateći vokali
- Alex Van Halen - bubnjevi, udaraljke

Nove skladbe
- Sammy Hagar - vokal, prateći vokali, ritam gitara
- Eddie Van Halen - prva i ritam gitara, prateći vokali, bas-gitara, klavijature
- Alex Van Halen - bubnjevi, udaraljke, prateći vokali

Ostalo osoblje
- Kompilacijski producent: Van Halen
- Aranžer: Bill Malina (nova skladba)
- Producent menandžr: Kenny Nemes
- Asistenti projekta: Hugh Brown, Tom Consolo, Malia Doss, Jimmy Edwards, Alan Fletcher, Kevin Gore, Bill Inglot, Joanne Jaworowski, Anna Loynes, Mark McKenna, David McLees, Scott Pascucci
- Mastering: Glen Ballard
- Remastering: Stephen Marcussen
- Lektor: Cory Frye
- Direktor dizajna: Sara Cumings, Jeri Heiden
- Dizajn: Sara Cumings, Jeri Heiden
- Fotografija: Kevin Westenberg
- Zabilješke: David Wild
- Diskografija savjet: Steve Woolard

## Singlovi
| Godina | Singl              | Top lista              | Mjesto |
| ------ | ------------------ | ---------------------- | ------ |
| 2004.  | "It's About Time"  | Mainstream Rock Tracks | 6.     |
| 2004.  | "Up for Breakfast" | Mainstream Rock Tracks | 33.    |